# Monolistra fongi
Monolistra fongi är en kräftdjursart som beskrevs av Prevorènik, Verovnik, Zagmajster och Sket. Monolistra fongi ingår i släktet Monolistra och familjen klotkräftor. Inga underarter finns listade i Catalogue of Life.